# Arqueta de Sant Martirià

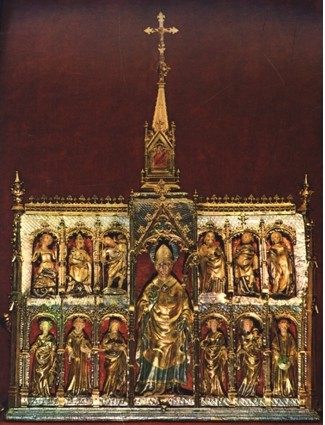
Arqueta del santo, mostrando los colores de los esmaltes y el cuerpo de madera.

La arqueta de Sant Martirià es un relicario gótico, que data del siglo XV y que conserva las reliquias de san Martirià, en el monasterio de San Esteban de Bañolas en Gerona.
Es una de las obras capitales de la orfebrería catalana. Fue construida entre 1413 y 1453 en el taller gerundense de los Artau: la empezó Francesc Artau I y fue acabada por su hijo Francesc Artau II.

## Descripción
Es una caja de madera de ciprés, en forma de templo: tiene la base rectangular (65 x 32,5 cm) y las fachadas laterales con una cubierta a dos vertientes. Encima, una crestería y, en medio, un pináculo rematado por una cruz, la altura de la cresta es de 43,5 cm, el pináculo sube hasta 60,6 cm, y la cruz que lo remata, 71 cm.
Toda la superficie está recubierta de plata repujada, con las carnaduras policromadas con esmaltes, formando como capillas dispuestas simétricamente, con veinte y ocho figuras en relieve. Cada uno de los laterales más largos está centrado por una figura de plata de san Martirià bendiciendo, con hábito de obispo. A ambos lados del santo, se disponen doce figuras más pequeñas (más o menos la mitad de la medida que tiene la del obispo): a cada lado, tres en la fachada lateral y tres en la vertiente inclinada de la cubierta.
Los santos representados son:
- En una cara, encima: San Miguel, María Magdalena, un obispo / San Ferreol, Santa Tecla, San Francisco de Asís; abajo: los santos obispos Nicolás, Eloi y Martí / San Benito, San Jaime y San Pedro.
- En la otra cara, encima: Santa Marta, San Gregorio y San Cristóbal / San Pablo, San Pedro, Santa Lucía; abajo: Santa Catalina, San Esteban, San Juan Bautista / Santa Bárbara, Santa Ana, Sant Félix de Gerona.

En los lados pequeños (61 x 29,2 cm), tiene dos relieves con una escena del martirio de Martirià y una Virgen con ángeles.

## Robo y recuperación

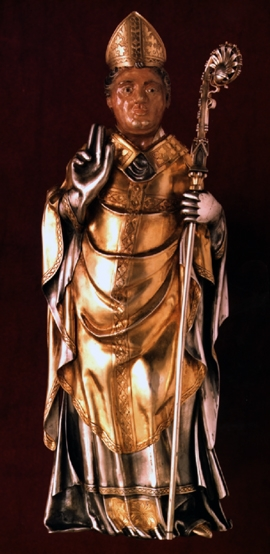
Sant Martirià, una de las figuras de plata de la arqueta recuperada.

El 11 de enero de 1980 fue desmontada y sus figuras robadas por la banda de Erik el Belga. Desde entonces, ha habido numerosos intentos de recuperación de las piezas, se encontró la pista en 1997, cuando algunas salieron a subasta. Una buena parte había sido adquirida por una coleccionista neerlandesa que, tras largas negociaciones, decidió venderlas al obispado de Gerona. Recuperados casi la totalidad de los relieves, en octubre de 2009 comenzó la restauración de la arqueta en Madrid, para devolverla a su estado original.
Faltan por recuperar 5 imágenes: Sant Miquel Arcángel; apóstol Sant Pau; apóstol Sant Pere; protomártir Sant Esteve y una virgen y mártir (quizás Santa Bárbara)
Será exhibida en el monasterio de Bañolas, en una sala dotada con nuevas medidas de seguridad.